# Iñaki Muñoz
Iñaki Muñoz Oroz (* 2. Juli 1978 in Pamplona) ist ein ehemaliger spanischer Fußballspieler, der unter anderem beim FC Cartagena spielte. In Navarra und dem Baskenland hat er insgesamt in sechs Länderspielen agiert.

## Karriere
Iñaki Muñoz spielte in der Jugend und später auch sieben Jahre lang für die erste Mannschaft bei CA Osasuna. Der in Pamplona geborene Mittelfeldspieler empfahl sich durch konstante Leistungen im B-Team für einen Profivertrag, den er schließlich im Jahr 2000 unterschrieb. In seiner Debüt-Saison wurde er erst einmal an CD Toledo verliehen, um auf hohem Niveau Spielpraxis zu sammeln. Dort konnte er überzeugen, so dass er im folgenden Jahr endgültig in die erste Mannschaft eingegliedert wurde. Nach weit über 100 Einsätzen in der Liga sollte im Sommer 2007 der Wechsel zu Athletic Bilbao, dem Traditionsclub aus dem Baskenland folgen.
Im Sommer 2010 unterschrieb Iñaki Muñoz einen Vertrag bei beim FC Cartagena und wechselte 2011 für eine Saison zum UD Salamanca. Von 2021 bis 2013 spielte er für Club Deportivo Izarra und beendet 2013 seine aktive Fußballkarriere.